# Hjalmar Mellin
Robert Hjalmar Mellin (Tyrnävä, 19 de junho de 1854 — Helsinki, 5 de abril de 1933) foi um matemático finlandês.

## Vida
Mellin estudou na Universidade de Helsinque e mais tarde em Berlim com Karl Weierstrass. Ele é principalmente lembrado como o desenvolvedor da transformada integra conhecida como transformada de Mellin. Ele estudou funções gama relacionadas, funções hipergeométricas, série de Dirichlet e a função de Riemann ζ. Ele foi nomeado professor do Instituto Politécnico de Helsinque, que mais tarde se tornou a Universidade de Tecnologia de Helsinque, com Mellin como primeiro reitor.

Mais tarde em sua carreira, Mellin também se tornou conhecido por sua oposição crítica à teoria da relatividade; ele publicou vários artigos nos quais argumentou contra a teoria de um ponto de vista principalmente filosófico. Em sua vida privada, ele era conhecido como um franco um defensor da adoção do finlandês como a língua do estado e da cultura no Grão-Ducado da Finlândia, em vez do sueco, que era predominantemente usado até então.